# Kongokrisen
Kongokrisen (franska: Crise congolaise) var en period av politisk omvälvning och konflikter mellan 1960 och 1965 i Republiken Kongo (dagens Demokratiska republiken Kongo). Krisen påbörjades nästan omedelbart efter att Kongo blivit självständigt från Belgien och slutade, inofficiellt, med hela landet under Joseph-Désiré Mobutus styre. Kongokrisen utgjordes av en serie inbördeskrig, och var även en proxykonflikt i det kalla kriget, där Sovjetunionen och USA visade stöd för motsatta fraktioner. Omkring 100 000 människor tros ha fått sätta livet till under krisen.
En nationalistisk rörelse krävde ett slut på kolonialstyret: denna händelse ledde till landets självständighet den 30 juni 1960. Även om självständighetens förberedelser hade varit minimala förblev många viktiga frågor gällande federalism, tribalism och etnisk nationalism olösta. Under den första veckan i juli månad påbörjades ett myteri inom armén och våld utbröt mellan svarta och vita civila. Belgien skickade trupper för att skydda de vita som befann sig på flykt. Katanga och Sydkasai bröt sig ur med belgiskt stöd. Under oroligheterna satte Förenta nationerna in fredsbevarande styrkor, men FN:s generalsekreterare Dag Hammarskjöld vägrade att få de fredsbevarande styrkorna att hjälpa centralregeringen i Léopoldville med att strida mot secessionisterna. Centralregeringens premiärminister Patrice Lumumba, den nationalistiska rörelsens karismatiska ledare, reagerade med att begära hjälp från Sovjetunionen, som omgående skickade militära rådgivare och annat stöd.
Sovjets inblandning i konflikten splittrade den kongolesiska regeringen och ledde till en dispyt mellan Lumumba och presidenten Joseph Kasavubu. Mobutu, med befäl över armén, bröt konflikten genom en statskupp. Sovjetiska rådgivare utvisades och en ny regering etablerades under hans kontroll. Lumumba togs till fånga och avrättades 1961. En rivaliserande regering i "Den fria republiken Kongo" grundades i öster i staden Stanleyville av Lumumba-supportrar ledda av Antoine Gizenga. Regeringen mottog sovjetiskt stöd men krossades i början av 1962. Samtidigt intog FN en aggressiv hållning mot secessionisterna i takt med att Hammarskjöld omkom i en flygolycka i slutet av 1961. Med stöd av FN-trupper lyckades Léopoldville besegra secessioniströrelser i Katanga och Sydkasai fram till början av 1963.
När regeringen återigen hade kontroll över Katanga och Sydkasai antogs den förvisade katangesiska ledaren, Moïse Tshombe, till att leda en interimsadministration medan nya val kunde organiseras. Innan valen kunde hållas reste sig en Maoistmilis under namnet "Simba" upp i öster. Simbarebellerna tog kontroll över en stor mängd betydande territorium och upprättade en kommunistisk "Folkrepubliken Kongo" i Stanleyville. Delar av territorium återtogs av regeringsstyrkor och i november 1964 ingrep Belgien och USA militärt i Stanleyville för att frita gisslan ur Simbarebellernas fångenskap. Rebellerna besegrades och förlorade makt strax efteråt. Efter valet i mars 1965 utvecklades ett nytt politiskt dödläge, denna gången mellan Tshombe och Kasavubu. I november 1965 genomförde Mobutu en andra statskupp och tog personlig kontroll över landet. Under Mobutus styre blev Kongo (omdöpt till Zaire 1971) till en diktatur som skulle bestå ända fram till hans avsättning år 1997.

## Bakgrund

### Belgiskt styre
Kolonialstyret i Kongo påbörjades under slutet av 1800-talet. Dåvarande kung Leopold II av Belgien vädjade till den belgiska regeringen att stödja förslaget om kolonial expansion runt det då i stort sett outforskade Kongobäckenet för att komma åt mer internationell makt. Så småningom skapade Leopold kolonin för egen räkning efter att regeringen hade uttryckt ambivalens till idén om en belgisk kolonialmakt. Med stöd från länder i västvärlden, som betraktade Leopold som en buffert mellan rivaliserande kolonialmakter, erkändes till slut Leopolds personliga koloni, Fristaten Kongo, år 1885. Vid sekelskiftet påbörjades diplomatiska påtryckningar på Belgien att ta officiell kontroll över landet efter att fristatstjänstemän yrkat våld mot inhemska kongoleser och det hänsynslösa systemet för ekonomisk vinning. År 1908 tog Belgien officiellt över makten vilket skapade staten Belgiska Kongo.
Belgiens styre i Kongo byggdes på den "koloniala treenigheten" (trinité coloniale) som härskade runt regeringars, missioners och privata företags intressen. Belgiska kommersiella intressen gjorde att kapital strömmade till Kongo och därmed till enskilda regioner som blev specialiserade. I många fall knöts statens och privata företags intressen tätt samman då staten ibland kunde gå in och hjälpa privata företag genom exempelvis strejkbrytning för att motverka ursprungsbefolkningens försök att återvinna makt i regionerna. Landet delades upp i olika administrativa underavdelningar och styrdes enligt en fastställd "inhemsk politik" (politique indigène)—i motsats till britterna och fransmännen som gynnade systemet genom ett indirekt styre där de ursprungliga ledarna behölls i auktoritetspositioner samtidigt som de hölls under kolonial tillsyn. Graden på segregation var hög. Vita invandrare som flyttade till Kongo efter andra världskrigets slut behandlades som överlägsna till de svarta.
Under 1940- och 1950-talet upplevde Kongo en aldrig tidigare skådad urbaniseringsnivå. Den koloniala administrationen påbörjade olika utvecklingsprogram som syftade till att göra territoriet till en "modellkoloni". Åtgärderna ledde till en utveckling av medelklassen och av de europeiserade afrikanska évoluéerna i städerna. Under 1950-talet var lönearbetskraften i Kongo dubbelt så stor som den i någon annan afrikansk koloni. Kongos rikedom på naturresurser, inklusive uran—större delen av det uran som användes av USA:s kärnkraftsprogram under andra världskriget var av kongolesiskt ursprung—ledde till ett ökad intresse från både Sovjetunionen och USA ju mer det kalla kriget utvecklades.

### Politik och radikalisering

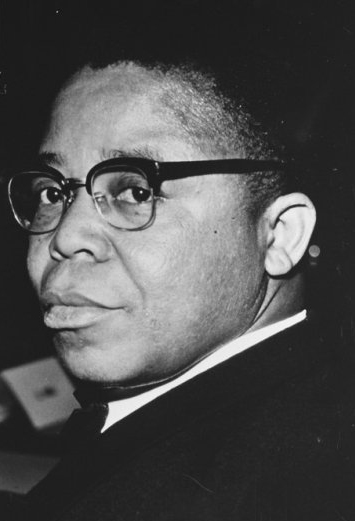
ABAKO:s ledare, Joseph Kasavubu, som senare blev det självständiga Kongos första president.

En afrikansk nationalistisk rörelse utvecklades i Belgiska Kongo under 1950-talet, primärt bland évoluéerna. Rörelsen var uppdelad i flera partier och grupper, med hänsyn till etniska och geografiska linjer som var motsatta till varandra. Den största, Mouvement National Congolais (MNC), var en enhetsfrontlig organisation som var dedikerad till att uppnå kongolesisk självständighet "inom en rimlig" tid. Rörelsen var skapad kring en stadga som blev undertecknad av bland annat Patrice Lumumba, Cyrille Adoula och Joseph Iléo. Andra har anklagat partiet för att ha varit för moderata. Lumumba blev en ledande figur inom MNC:s inre kretsar och vid årsskiftet 1959–1960 hävdade partiet att medlemsantalet låg på 58 000.

Belgiska Kongo, idag den Demokratiska republiken Kongo, markerad i rött på en karta över Afrika.

MNC:s största rival Alliance des Bakongo (ABAKO), lett av Joseph Kasavubu, förespråkade en mer radikal ideologi, baserad på krav på omedelbar kongolesisk självständighet och främjande av regional identitet. ABAKO:s hållning ansågs vara mer etniskt nationalistisk än MNC:s; den ansåg att oberoende Kongo skulle styras av Bakongo som arvtagare till det förkoloniala Kongoriket. Det lokala partiet Confederation of Tribal Associations of Katanga (CONAKAT), under ledning av Moïse Tshombe, var den tredje största organisationen i landet; partiet förespråkade federalism och representerade den södra provinsen Katanga. De tre stora partierna i Kongo fick sällskap av ett antal mindre partier som började växa i takt med den nationalistiska rörelsens utveckling, inklusive det radikala partiet Parti Solidaire Africain (PSA) och fraktioner som representerade etniska gruppers intressen som partiet Alliance des Bayanzi (ABAZI).
Trots att MNC var en av de större afrikanska nationalistpartierna, var partiet splittrat i den mening att olika fraktioner inom partiet intog olika ståndpunkter i ett antal frågor. Partiet polariserades alltmer mellan moderata évoluéer och den radikala massmedlemskretsen. En radikal fraktion under ledning av Iléo och Albert Kalonji bröt sig ur i juli 1959 men misslyckades med att framkalla ett massavhopp inom MNC. Den oeniga fraktionen blev känd som MNC-Kalonji (MNC-K) medan majoritetsgruppen antog namnet MNC-Lumumba (MNC-L). Splittringen inom partiet delade automatiskt upp stödbasen med Lumumbas väljare i Stanleyville-regionen i nordost och MNC-K som fann popularitet i trakterna runt Élisabethville med lubafolket som kärnväljare.
Stora upplopp bröt ut i den kongolesiska huvudstaden Léopoldville den 4 januari 1959 efter en våldsam politisk demonstration. Force Publique, den koloniala gendarmerin, mötte upprorsmakarna med våld—minst 49 människor dödades, och det totala antalet dödsoffer kan ha varit så högt som 500. De nationalistiska partierna fick för första gången inflytande utanför storstäderna och demonstrationer och upplopp blev en regelbunden företeelse under nästkommande år, som medförde ett stort antal svarta invånare utanför medelklassen i självständighetsrörelsen. Svarta invånare började testa systemets gränser, genom att bland annat vägra betala skatt, och sluta följa lagar och regler. Stora delar av ABAKO:s ledning arresterades, vilket gav MNC en fördelaktig position.
Utvecklingen bland de svarta invånarna gjorde att de vita blev mer radikaliserade. En grupp vita planerade en statskupp om en svart majoritetsregering skulle ta makten i Kongo. När lag och ordning i landet förkastades bildade vita civila en milisgrupp under namnet Corps de Voluntaires Européens ("Europeiska volontärkåren") för att bevaka sina grannskap. Dessa miliser angrep regelbundet den svarta befolkningen.

### Självständighet

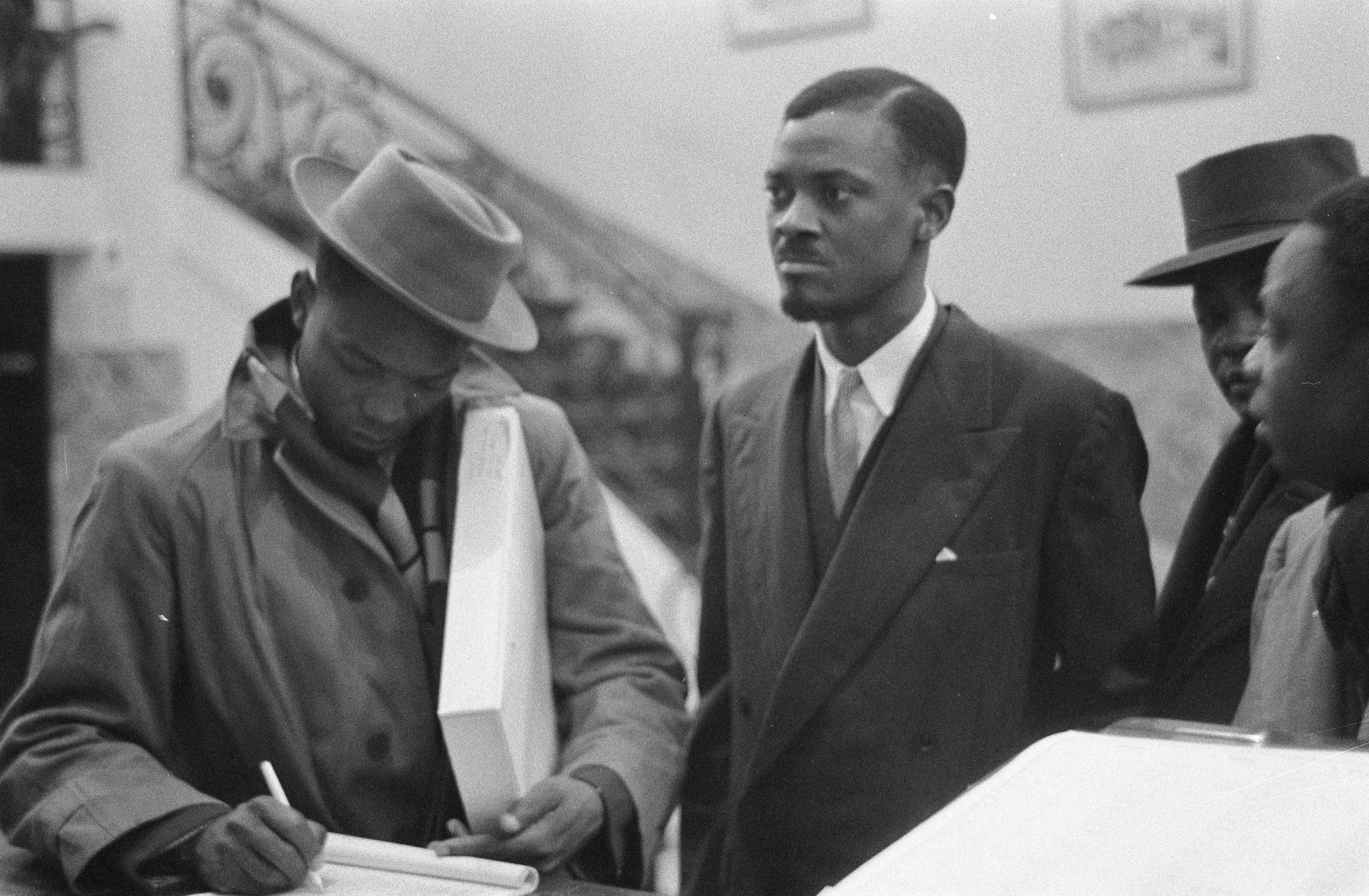
Patrice Lumumba, ledare över MNC-L och Republiken Kongos första premiärminister, under sitt besök inför konferensen i Bryssel 1960.

Till följd av upploppen i Léopoldville publicerades en rapport av en belgisk parlamentarisk arbetsgrupp om Kongos framtid, där man noterade ett starkt krav på en "inre autonomi". August de Schryver, den dåvarande belgiska kolonialministern, lanserade en högprofilerad rundabordskonferens i Bryssel i januari 1960 med ledarna för alla stora kongolesiska partier närvarande. Lumumba, som nyligen hade arresterats efter upplopp i Stanleyville, frisläpptes innan konferensen och ledde MNC-L-delegationen. Den belgiska regeringen hoppades att samtal om självständighet skulle upptas efter minst 30 år, men kongolesiska påtryckningar vid konferensen ledde till att den 30 juni 1960 skulle bli Kongos självständighetsdatum. Frågor gällande federalism, etnisk nationalism och Belgiens framtida roll i kongolesiska angelägenheter lämnades olösta efter att delegaterna inte lyckades nå en överenskommelse.
Belgier påbörjade en kampanj mot Lumumba för att marginalisera honom; de anklagade honom för att vara kommunist och i hopp om att splittra den nationalistiska rörelsen uttryckte de stöd för rivaliserande och etniskt baserade partier, som CONAKAT. Många i Belgien hoppades att ett nytt självständigt Kongo skulle ingå i en federation, såsom det Franska samväldet eller det brittiska Samväldet, och att nära ekonomisk och politisk förbindelse med Belgien skulle fortsätta att upprätthållas. Då självständigheten närmade sig organiserade man allmänna val i Kongo i maj 1960. Valen resulterade i att MNC fick relativ majoritet.
Kongos självständighet och slutet på kolonialstyret deklarerades den 30 juni 1960. Under en ceremoni i Palais de la Nation i Léopoldville gav kung Baudouin ett tal där han presenterade slutet på Belgiens kolonialstyre i Kongo som kulmen på det belgiska "civiliserade uppdraget" som Leopold II hade påbörjat under 1800-talet. Efter kung Baudouins adressering höll Lumumba ett tal där han angrep kolonialismens principer och beskrev Kongos självständighet som den nationalistiska rörelsens stora framgång. Lumumbas tal hyllades av bland annat Malcolm X men provocerade nästan fram en diplomatisk incident med Belgien; vissa kongolesiska politiker uppfattade att talet var onödigt provocerande. Trots kritiken firades självständighetsförklaringen runt om i Kongo.
Ur politisk synvinkel fick Kongo en ny semipresidentiell konstitution känd under namnet Loi Fondamentale, i vilken den verkställande makten delades upp mellan presidenten och premiärministern. Systemet blev känt som bicephalisme. Kasavubu utropades som president och Lumumba som premiärminister i den nya Republiken Kongo. Trots invändningar från bland annat CONAKAT var den nya konstitutionen till större del centralistisk. Makten koncentrerades i centralregeringen som hade sitt säte i Léopoldville och därmed delegerade man inte betydande befogenheter till provinserna.

## Början på krisen

### Force Publiquegör myteri, rasrelaterat våld och belgisk involvering

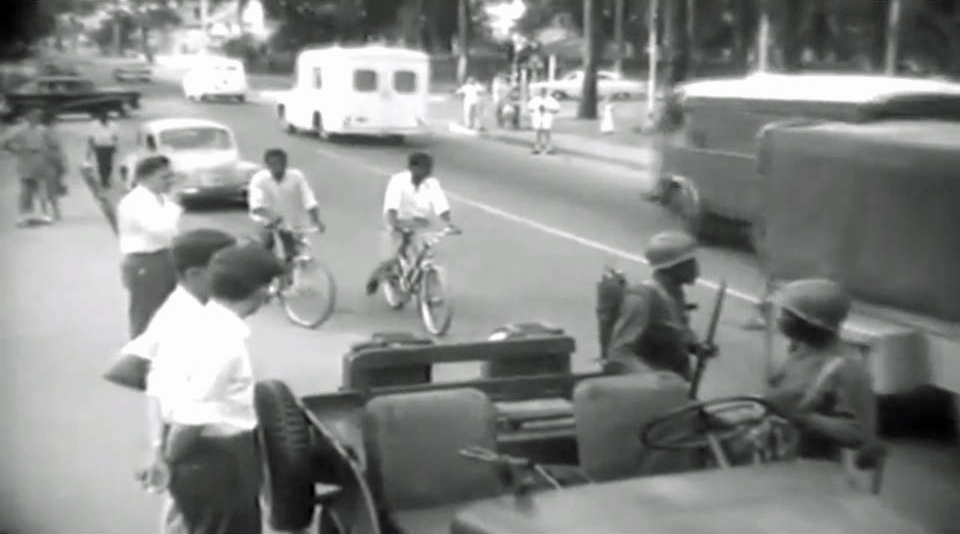
Soldater ur Force Publique i Léopoldville 1960.

Trots självständighetsförklaringens tillkännagivande hade varken den belgiska eller kongolesiska regeringen för avsikt att det koloniala styret skulle upphöra direkt. Belgiens regering hoppades att de vita skulle få behålla makten under obestämd tid. Republiken Kongo var beroende av institutioner såsom Force Publique för att samhället skulle fungera. Vita tekniska experter, som till större del var belgare, behölls i stor frånvaro av kvalificerade svarta kongolesiska ersättare. Detta berodde på resultatet av kolonialtidens restriktioner för högre utbildning. Många kongoleser hade förväntat sig att självständigheten skulle medföra sociala förändringar, så de blev bittra när de fick reda på att vita kvarhöll sig i viktiga positioner.
Generallöjtnant Émile Janssens, den belgiska befälhavaren över Force Publique, vägrade se den kongolesiska självständigheten som något som skulle kunna ändra befälets disciplin. Dagen därpå kallade Janssens sina svarta underofficerer till ett möte för att förbättra disciplinen. På en svart tavla skrev han "Efter självständigheten = före självständigheten", och gav instruktioner om att detta skulle upp på alla svarta tavlor i arméns officersmässar. Arméchefens hårda formulering föll definitivt inte i god jord och resultatet blev katastrof—många hade förväntat sig en befordran och löneökning. Den 5 juli 1960 gjorde fler enheter myteri mot sina vita befälhavare i Camp Hardy nära Thysville. Nästa dag hade upproret spridit sig till Léopoldville och fortsatte att spridas till garnisoner över hela Kongo.
Emot att sätta in belgiska trupper mot myteristerna som Janssens önskat, blev han avskedad av Lumumba och Force Publique döptes om till Armée Nationale Congolaise (ANC). Alla svarta soldater befordrades med minst en rang. Victor Lundula befordrades från fanjunkare till generalmajor och blev befälhavare över armén, vilket gjorde att han ersatte Janssens. Joseph-Désiré Mobutu, före detta fanjunkare och nära assistent till Lumumba, blev Lundulas ställföreträdande arméstabschef. Regeringen gjorde ett försök att stoppa revolten—Lumumba och Kasa-Vubu gick personligen in och bad myteristerna att lägga ned sina vapen i både Léopoldville och Thysville—men myteriet fortsatte att intensifieras i landet. Vita officerare och civila blev angripna, samtidigt som fastigheter med vita ägare plundrades, och vita kvinnor våldtogs. Den belgiska regeringen oroades över situationen. Läget blev mer spänt när vita tvingades fly till grannländerna. Internationell press uttryckte chock över händelserna i Kongo, som vars världsbild innan självständigheten var en—till stor del på grund av belgisk propaganda—fredlig, stabil och stark.
Lumumbas hållning under oroligheterna gav motiv till belgarnas tidigare oro över hans radikalism. Den 9 juli satte Belgien in fallskärmsjägare, utan tillstånd från den kongolesiska staten, i Kabalo för att ge skydd åt flyende vita invånare. Belgiens inblandning splittrade Lumumba och Kasavubu; medan Kasavubu accepterade den belgiska operationen, fördömde Lumumba den och uppmanade "alla kongoleser att försvara vår republik mot dem som hotar den." På Lumumbas begäran skulle den belgiska flottan hjälpa till att evakuera vita civila från hamnstaden Matadi den 11 juli. Belgiska fartyg fortsatte sedan med att bombardera staden; minst 19 civila dödades. Denna händelse ledde till förnyade attacker mot vita över hela landet, medan belgiska styrkor gick in i andra städer, där de drabbade samman med kongolesiska trupper. Den belgiska regeringen meddelade senare att belgiska byråkrater skulle flyttas tillbaka till metropolen, vilket ledde till att de flesta av Kongos 10 000 europeiska tjänstemän fick lämna sin administration under oordningen. Då oordningen spred sig över hela landet slutade regeringsdepartementen att fungera.

### Katanga och Sydkasai gör uppror

Staten Katangas nationsflagga, antagen den 29 juni 1960.

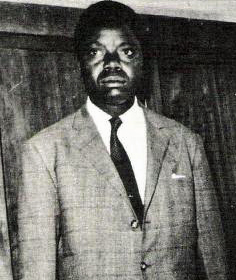
Presidenten över utbrytarstaten Katanga, Moïse Tshombe.

Den 11 juli 1960 förklarade Moïse Tshombe, ledaren över CONAKAT, Kongos södra provins Katanga som en självständig stat med Élisabethville som huvudstad och han själv som president. Den mineralrika Katangaregionen hade traditionellt sett haft närmare ekonomiska band med kopparbältet i Nordrhodesia (då en del av den Centralafrikanska federationen) än med resten av Kongo, och på grund av dess ekonomiska betydelse hade regionen administrerats separat från resten av landet under belgiskt styre. CONAKAT hävdade att katangeser inte hade några band med kongoleserna och de båda var etniskt frånskilda. Utbrytningen motiverades av att katangeserna hade en önskan att behålla mer av rikedomen som genererats av provinsens gruvdrift och att undvika att dela den med resten av Kongo. En annan viktig anledning var vad CONAKAT ansåg vara upplösningen av lag och ordning i centrala och nordöstra Kongo. I samband med Katangas utbrytande tillkännagav Tshombe följande: "Vi avskiljer oss från kaos."
Det stora gruvföretaget i Katanga, Union Minière du Haut-Katanga (UMHK), hade visat sitt stöd för Katanga under de sista dagarna av belgiskt styre, i oro för att MNC skulle försöka förstatliga företagets tillgångar efter självständigheten. UMHK var till stor del ägt av Société Générale de Belgique,  ett framstående förvaltningsbolag med huvudkontor i Bryssel som hade nära band till den belgiska regeringen. Efter uppmuntring från UMHK gav Belgien militärt stöd till Katanga och beordrade dess tjänstemän i regionen för att stanna kvar på sina poster. Tshombe rekryterade legosoldater, till större delen vita från Sydafrika och Rhodesia, för att befalla katangesiska trupper. Trots stöd från Belgien, blev Katanga aldrig diplomatiskt erkänt av något annat land. Katangeserna belyste den "grundläggande svagheten" hos centralregeringen i Léopoldville, som hade varit den främsta förespråkaren för ett enat Kongo.
Mindre än en månad efter Katangas utträde, den 8 augusti, förklarade Kasaiprovinsen, belägen något norr om Katanga, sin autonomi från centralregeringen som gruvstaten Sydkasai baserad runt staden Bakwanga. Sydkasai var till ytan mycket mindre än Katanga, men hade också sin egen gruvregion. Större delen av befolkningen var av den etniska gruppen Luba, och deras president, Albert Kalonji, hävdade att utträdet till stor del utlöstes av förföljelsen av Baluba-folket i Kongo. Sydkasais regering fick stöd från Forminière, ett annat belgiskt gruvföretag, som mottog eftergifter från den nya staten i utbyte mot ekonomiskt stöd. Centralregeringen i Léopoldville berövades cirka 40 procent av sina intäkter efter att ha tappat kontrollen över Katanga och Sydkasai.

### Utländsk reaktion och FN:s involvering

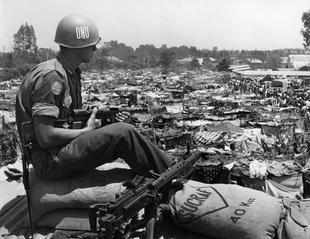
En svensk fredsbevarande soldat på vakt i Kongo. FN satte in trupper från en mängd olika nationer under ONUC.

Med oro över Belgiens stöd för utbrytarstaterna i Kongo inledde Förenta nationerna (FN) samtal om att avlägsna alla belgiska trupper från landet. Generalsekreterare Dag Hammarskjöld menade att krisen skulle ge FN en chans att visa sin potential som en viktig fredsbevarande styrka och uppmuntrade till att en multinationell kontingent av fredsbevarande styrkor skulle skickas till Kongo och ledas under FN:s befäl. Den 14 juli antog FN:s säkerhetsråd resolution 143, som uppmanade till total belgisk tillbakadragelse från Kongo och att de skulle ersättas med en FN-ledd styrka.
Ankomsten av FN:s fredsbevarande styrkor i Kongo (ONUC) välkomnades av Lumumba och centralregeringen, som trodde att FN skulle hjälpa till att undertrycka utbrytarstaterna. ONUC:s ursprungliga uppdrag var att upprätthålla lag och ordning. Hammarskjöld vägrade att använda FN-styrkor för att hjälpa centralregeringen mot secessionisterna då han såg på det som en internpolitisk fråga; han hävdade att följande aktion skulle leda till en förlust av FN:s opartiskhet och brytandet av den kongolesiska suveräniteten. Lumumba vände sig till USA:s regering och Dwight D. Eisenhower, som vägrade att ge ensidigt militärt stöd. I frustration vände han sig till Sovjetunionen, som gick med på att tillhandahålla vapen och logistiskt- och materiellt stöd. Strax efteråt skickades 1 000 sovjetiska militärrådgivare till Kongo. Lumumbas agerande gav honom en distansering från resten av regeringen, speciellt Kasavubu, som fruktade implikationerna av en sovjetisk involvering i konflikten. USA å andra sidan fruktade att ett Sovjetliknande Kongo skulle kunna utgöra en grund för kommunismens expansion i centrala Afrika.
Med stöd från Sovjet inledde ANC en stor offensiv med 2 000 trupper mot Sydkasai. Offensiven var framgångsrik men under attackens gång drabbades ANC samman med de etniska grupperna Baluba och Bena Lulua, och utförde ett antal stora massakrer på invånare från Lubastammen. Runt 3 000 människor dödades. Offensivens våld orsakade en utvandring av tusentals civila som flydde från sina hem för att undkomma striderna.
Sovjetunionens inblandning oroade USA. Eisenhowers regering, i linje med kritik från Belgien, hade länge trott att Lumumba var kommunist och att Kongo höll på att förvandlas till en strategiskt placerad sovjetisk klientstat. I en rapport av Central Intelligence Agency (CIA) från augusti 1960 kunde man rapportera att "Kongo [upplever] ett klassiskt kommunistiskt ... maktövertagande" och varnade för att Kongo kunde gå samma väg som Kuba.

## Politisk desintegration

### Centralregeringen klyvs och Mobutus första statskupp

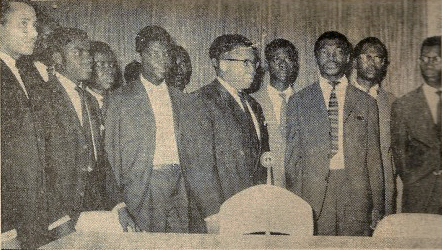
Kasavubu med medlemmar ur Collège des Commissaires-généraux, installerad av Mobutu i september 1960.

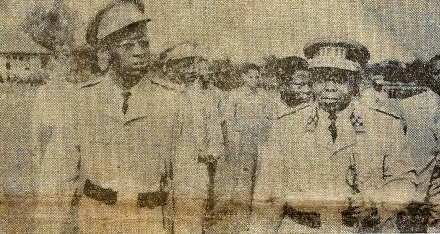
Överste Mobutu (vänster) bredvid president Kasavubu, 1961.

Lumumbas vädjan om att få stöd från Sovjetunionen gjorde att regeringen splittrades och att västländer försökte avlägsna honom från makten. Både Tshombe och Kalonji vädjade till Kasavubu, som de trodde var både moderat och federalist, att motsätta sig Lumumbas centralism och lösa den pågående utträdesfrågan. Under tiden tog Mobutu kontroll över armén och delade ut utländskt bistånd och befordran till officerare för att säkra deras lojalitet.
Den 5 september 1960 meddelade Kasuvubu att han ensidigt avskedat Lumumba över nationell radio, med massakrerna i Sydkasai som förevändning och med löfte om framtida stöd från USA. Andrew Cordier, den amerikanska FN-representanten i Kongo, använde sin makt för att blockera kommunikationen från Lumumbas fraktion som i sin tur förhindrade en samordnad reaktion på nyheterna från MNC-L. Dock visade båda kamrarna i parlamentet sitt stöd för Lumumba och fördömde Kasavubus åtgärder. Lumumba försökte i sin tur att avskeda Kasavubu från sin position men lyckades inte samla tillräckligt med stöd som därmed utlöste en konstitutionell kris. För att lösa dödläget inledde Joseph-Désiré Mobutu en blodig statskupp och ersatte både Kasavubu och Lumumba med Collège des Commissaires-généraux, som bestod av en grupp universitetsakademiker, under ledning av Justin Bomboko. Sovjetiska militära rådgivare beordrades att lämna landet. Enligt uppgifter var statskuppen avsedd att få politikerna att ta en betänketid innan de kunde återta kontrollen i landet. Egentligen ställde sig Mobutu på Kasavubus sida mot Lumumba, som sattes i husarrest, och som var bevakad av ghananska FN-trupper, samt en yttre ring av ANC-soldater. I februari 1961 återutnämndes Kasavubu till president av Mobutu. Efter statskuppen fick Mobutu betydande makt bakom kulisserna i kongolesisk politik.
Efter Kasavubus återinträde som president gjordes ett försök till närmande mellan de kongolesiska fraktionerna. Tshombe inledde förhandlingar om ett slut på utbrytningen och om ett bildande av ett konfederalt Kongo. En kompromissöverenskommelse nåddes, men förhindrades att träda i kraft då förhandlingarna bröts, efter en personlig fientlighet mellan Kasavubu och Tshombe. Ett försök till försoning påbörjades i juli 1961 när en ny regering ledd av Cyrille Adoula samlade deputerade från både Lumumbas och Sydkasais fraktioner. Försoningen misslyckades när man inte kunde komma överens med Katanga.
Medlemmar ur MNC-L flydde till Stanleyville, där de slöt upp under Antoine Gizenga och bildade en rebellregering i november 1960, för att motsätta sig centralregeringen i Léopoldville. Gizengas regering erkändes av vissa stater, inklusive Sovjetunionen och Kina, som den officiella regeringen i Kongo som kunde kunde kalla på 5 000 soldater jämfört med centralregeringens 7 000. Efter påtryckningar från FN kollapsade regeringen i januari 1962 och Gizenga arresterades.

### Mordet på Lumumba

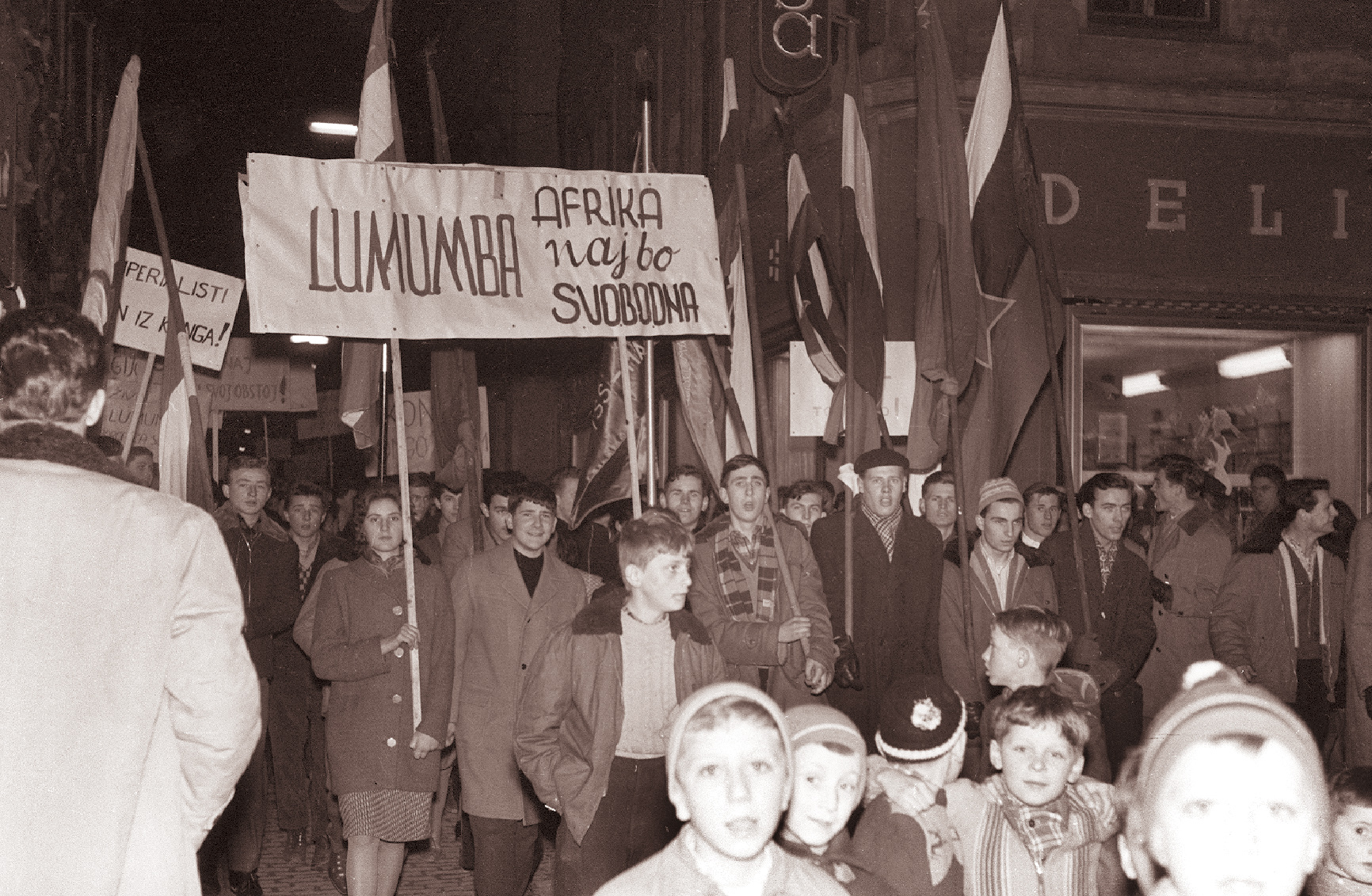
Pro-Lumumbademonstranter under en demonstration i Maribor, Jugoslavien i februari 1961.

Lumumba undkom sin husarrest och flydde österut mot Stanleyville där han trodde att han kunde samla stöd. Förföljd av trupper lojala till Mobutu tillfångatogs han i Lodi den 1 december 1960 och flögs tillbaka till Léopoldville med bundna händer. FN:s vädjanden till Kasavubu för att en vederbörlig rättslig process skulle inledas fördömdes av Sovjetunionen, som pekade ut FN som ansvariga för gripandet och krävde att Lumumba skulle friges. Den 7 december 1960 kallade man till möte i FN:s säkerhetsråd för att diskutera sovjetiska krav på att FN skulle frige Lumumba, återinkalla honom som ledare över den kongolesiska regeringen och avväpna Mobutus styrkor. Kraven nekades den 14 december 1960 när man höll omröstning där rösterna hamnade på 8–2. Lumumba, som satt i fortsatt fångenskap, torterades och transporterades till Thysville, och senare till Katanga där han överlämnades till Tshombes styrkor. Den 17 januari 1961 avrättades Lumumba av katangesiska trupper nära Élisabethville.
Nyheterna om avrättningen, som inte släpptes förrän den 13 februari, väckte internationell upprördhet. Belgiens ambassad i Jugoslavien attackerades av protestanter i Belgrad och våldsamma demonstrationer följde i London och New York. Kort därefter blev sju lumbumbister avrättade i Sydkasai, inklusive den första presidenten i Orientaleprovinsen, Jean-Pierre Finant, för "brott mot Baluba-nationen". Gizengas soldater sköt sedan 15 politiska fångar som vedergällning, inklusive Lumumbas kommunikationsminister Alphonse Songolo.

### Förenta nationernas upptrappning och slutet på den katangesiska utbrytningen

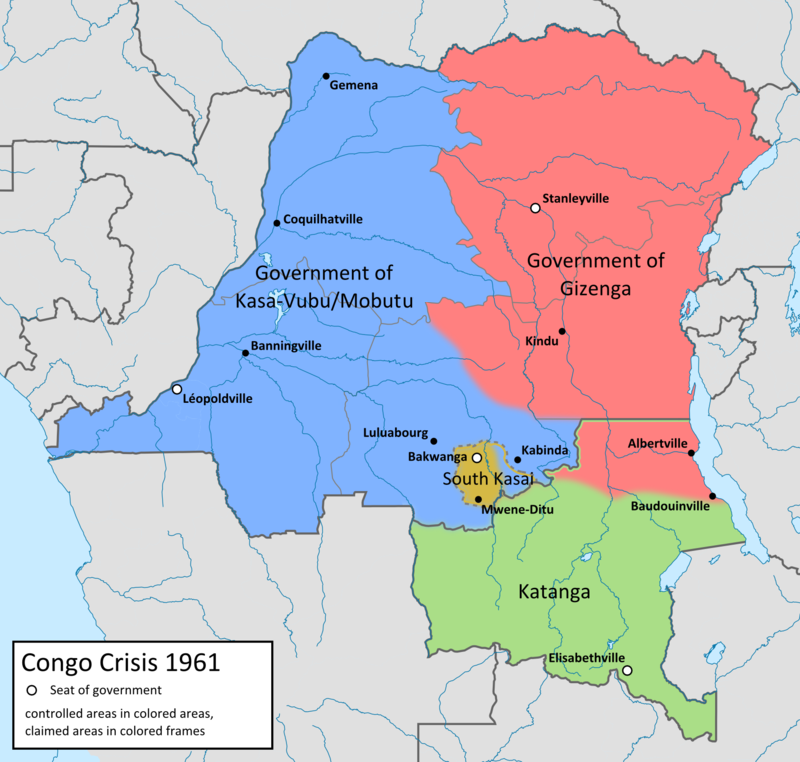
Territoriell kontroll i Kongo 1961.

Sedan FN:s första resolution från juli 1960 har de utfärdat ytterligare resolutioner som kräver ett totalt tillbakadragande av belgiska styrkor från Katanga. År 1961 bestod ONUC:s styrka av nästan 20 000 män. ONUC hade inte mandat att ta någons parti i konflikten men hade tillstånd till att arrestera utländska legosoldater. Under Operation Morthor i september 1961 gjorde man att misslyckat försök att kvarhålla en grupp katangesiska legosoldater som senare utvecklades till en eldstrid. I mitten av september undergrävdes ONUC:s anspråk på opartiskhet när ett irländskt FN-kompani tillfångatogs av numerärt överlägsna katangesiska styrkor efter en sex dagar lång belägring i Jadotville. Katanga fortsatte att hålla irländarna i fångenskap vilket djupt generade FN-uppdraget och dess förespråkare.

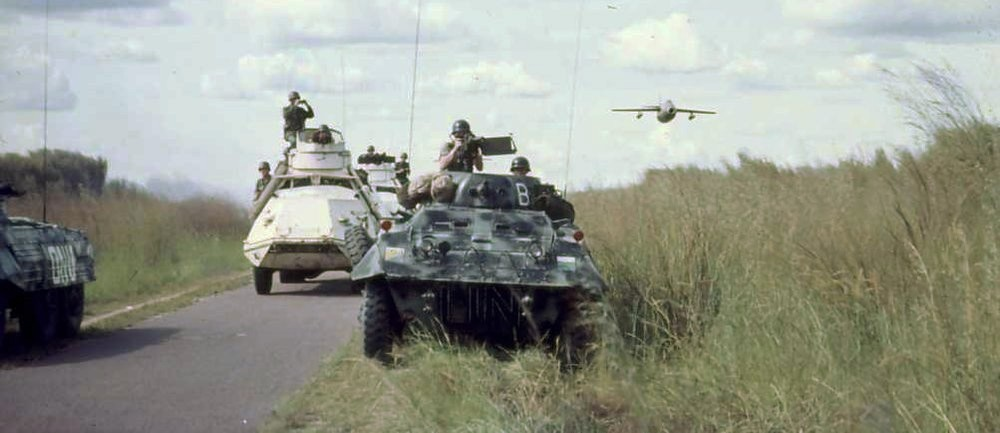
Svenska ONUC-trupper rycker fram mot Kamina den 31 december 1962.

Den 18 september 1961 flög Hammarskjöld till Ndola, strax över gränsen i Nordrhodesia, för att förhandla om en vapenvila mellan FN:s och Katangas styrkor. Hans flygplan havererade innan det hann landa på Ndolas flygplats och dödade honom och alla ombord. I kontrast till Hammarskjölds försök att föra en moderat politik i Kongo, visade hans efterträdare U Thant stöd för en mer radikal politik med direkt inblandning i konflikten. Katanga släppte de irländska fångarna i mitten av oktober som en del av ett avtal om vapenvila där ONUC gick med på att dra tillbaka sina trupper — en propagandakupp för Tshombe. Med stöd från amerikanska myndigheter för det nya FN-uppdraget och mordet på tio italienska FN-piloter i Port-Émpain i november 1961 gjorde att de internationella kraven för en lösning på konflikten stärktes. I april 1962 ockuperade FN-trupper Sydkasai. Under natten mellan den 29 och 30 september 1962 inledde militära befälhavare i Sydkasai en statskupp i mot Kalonjistregimen. Den 5 oktober 1962 anlände centralregeringens trupper till Bakwanga för att stödja myteristerna och hjälpa till att undertrycka de sista Kalonji-lojalisterna vilket blev slutet på Sydkasais utträde.
Resolution 169, tillkännagiven i november 1961, uppmanade ONUC att se på frågan om försämrade mänskliga rättigheter och om förhindrandet av utbrottet till ett fullskaligt inbördeskrig. Resolutionen "avvisade fullständigt" Katangas anspråk på att bli en självständig stat och bemyndigade ONUC-trupper att använda all nödvändig kraft för att "bistå Kongos centralregering med att återställa och upprätthålla lag och ordning". Katangeserna fortsatte med ytterligare provokationer som besvarades när ONUC inledde Operation Unokat demontera katangesiska vägspärrar och erövra strategiska positioner runt Élisabethville. Efter internationella påtryckningar skrev Tshombe under Kitona-deklarationen i december 1961 där han gick med på att acceptera centralregeringens och statskonstitutionens auktoritet och att överge alla anspråk på att Katanga skulle bli självständigt. Deklarationens efterföljder nådde ett dödläge mellan Tshombe och Adoula, medan katangesiska styrkor fortsatte att trakassera FN:s trupper. Stödet minskade och efter att Belgien visat ovilja på att visa stöd till Katanga visste man att utbrytarstaten inte skulle överleva på obestämd tid. Den 11 december 1962 meddelade Belgiens utrikesminister Paul-Henri Spaak att den belgiska regeringen skulle stödja FN eller Kongos centralregering om katangeserna försökte få ett slut på sitt utträde genom våld.

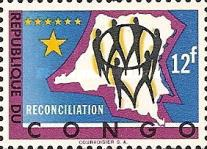
Ett frimärke från år 1963 till minne av "försoningen" mellan de politiska fraktionerna i Kongo efter slutet av det katangesiska utträdet.

Den 24 december 1962 drabbade FN:s trupper och den katangesiska gendarmen samman i närheten av Élisabethville och strider utbröt. Efter misslyckade försök att uppnå vapenvila inledde FN-trupper Operation Grandslam och ockuperade Élisabethville, vilket fick Tshombe att lämna landet. Man kom överens om en vapenvila strax efteråt. Indiska FN-trupper överträffade order och fortsatte med att ockupera Jadotville i försök med att hindra de katangesiska styrkorna att omgrupperas. Efter tid hade FN lyckats ta över resten av Katanga, och den 17 januari 1963 övergav Tshombe sitt sista fäste i Kolwezi, vilket avslutade den katangesiska utbrytningen ur Kongo.

### Försök till politisk försoning
Efter slutet på Katangas utträde inleddes politiska förhandlingar för att försona de olika politiska fraktionerna. Förhandlingar sammanföll i bildandet av en politisk emigrantgrupp, Conseil National de Libération (CNL), bestående av oliktänkande lumumbister och andra i grannlandet Kongo-Brazzaville. Förhandlingarna kulminerade i skapandet av en ny, reviderad konstitution som blev känd som Luluabourg-konstitutionen, namngiven efter staden där den skrevs, för att skapa en kompromiss mellan maktbalansen. Den nya konstitutionen gav ökad makt till presidentskapet, gav ett avslut på systemet med gemensamt samråd mellan president och premiärminister, och blidkade federalisterna genom att öka antalet provinser från sex till 21 samtidigt som de alla fick ökad autonomi. Konstitutionen ändrade statens namn från Republiken Kongo till den Demokratiska Republiken Kongo. Den ratificerades i en konstitutionell folkomröstning som hölls i juni 1964 och parlamentet upplöstes för att invänta nyval. Kasavubu utnämnde Tshombe, den förvisade katangesiska ledaren, till att bli interimistisk premiärminister. Tshombe var personligt kapabel och stöttad av västmakterna som antikommunist men han fördömdes även av andra afrikanska ledare, som kung Hassan II av Marocko, som hävdade att Tshombe liknade en imperialistisk marionett efter sitt agerande i Katangas utträde ur Kongo.
Under Tshombes interimsregering planerade man att hålla nya val den 30 mars samtidigt som upproret bröt ut i de centrala och östra delarna av Kongo.

## Kwilu- och Simbaupproren

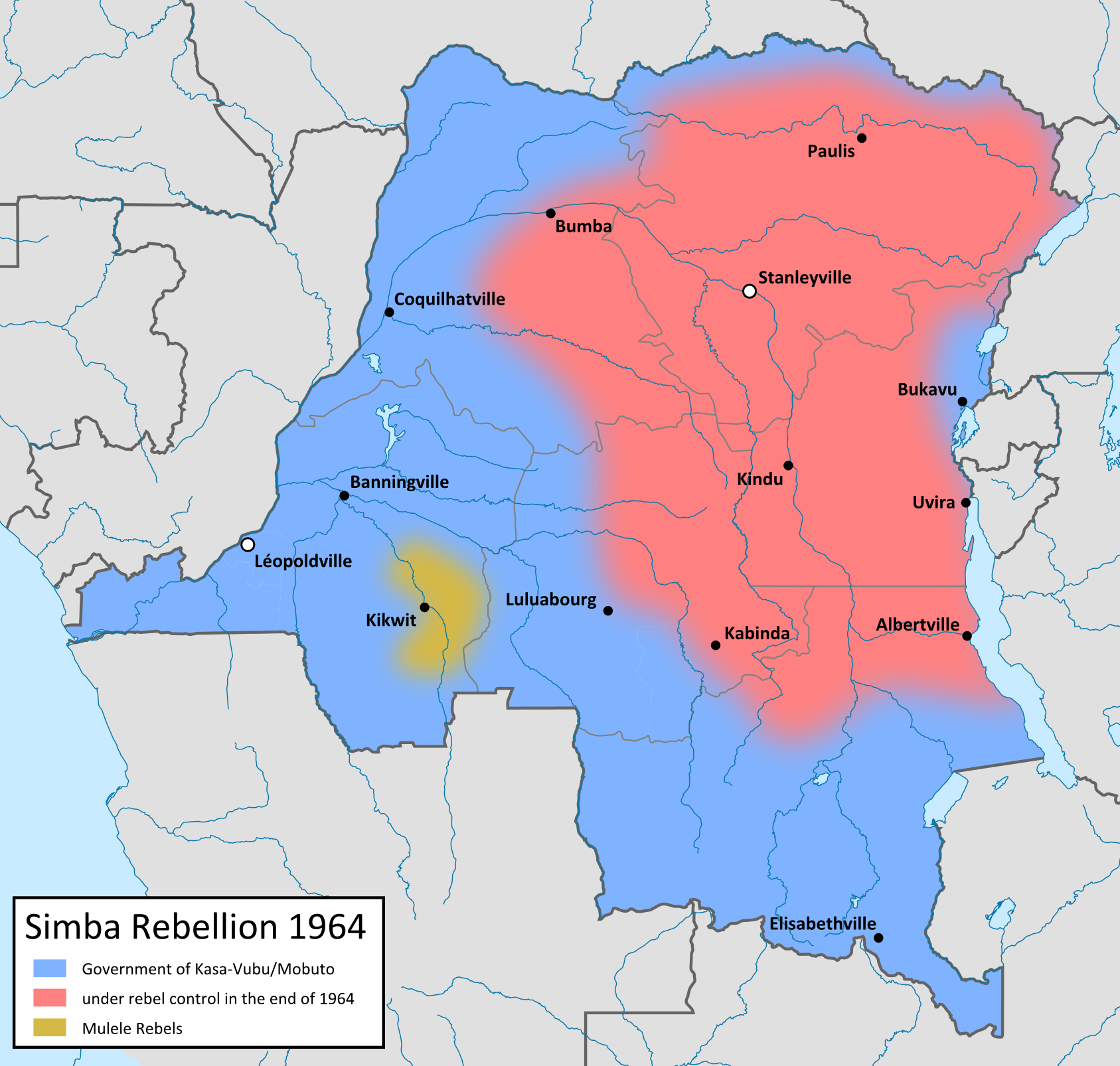
Territorium kontrollerade av Simbarebeller (rött) och Kwilurebeller (gult) i Kongo 1964.

Den politiska krisen ledde till en utbredd besvikelse över centralregeringen efter att den tagit makten i landet efter självständigheten. Kraven på en "andra självständighet" väckte politiska konflikter i huvudstaden. Parollen "andra självständigheten" användes av Maoistinspirerade kongolesiska revolutionärer, inklusive Pierre Mulele som tidigare hade suttit i Lumumbas regering. Den politiska instabiliteten i Kongo väckte ett bredare missnöje som skulle leda till direkt revolt.
Splittringar på landsbygden började med agitation från lumumbister, under ledning av Mulele, bland Pende- och Mbundufolken. I slutet av 1963 rådde oroligheter i Kongos centrala och östra regioner. Den 16 januari 1964 utbröt Kwiluupproret i städerna Idiofa och Gungu, belägna i Kwiluprovisen. Upproren spred sig sedan österut till Kivu och senare till Albertville. Ytterligare uppror utbröt på andra håll i Kongo, inklusive det större Simbaupproret. Rebellerna utökade sitt territorium och ryckte fram norrut där de erövrade städerna Port-Émpain, Stanleyville, Paulis och Lisala mellan juli och augusti.
Rebellerna, som kallade sig själva "Simbas" (det swahiliska ordet för "lejon"), hade en populistisk men vag ideologi, löst baserad på kommunism, som prioriterade jämlikhet och syftade till att öka landets totala rikedom. Revolutionärna var till största del unga män som hoppades att upproret skulle ge dem möjligheter som regeringen inte hade gett de. Simbarebellerna utövade magi för att få medlemmarna att tro att de kunde bli osårbara för kulor genom att följa en moralisk kod. Man utövade även häxkonst, som ansågs vara lika viktig som magin för rebellerna, för att skydda sig själva och demoralisera sina motståndare. När rebellerna avancerade in i nya territorium utförde de massakrer för att avlägsna politisk opposition och terrorisera lokalbefolkningen. Omkring 1 000 till 2 000 kongoleser mördades bara i Stanleyville och till en början lämnade man vita och utländska invånare i fred. ONUC, som hade påbörjat en tillbakadragning, hade endast 5 500 trupper kvar som till mestadels var utplacerade i den östra delen av landet. Västerländska missionärer drog sig tillbaka till sina respektive ambassader och bad i sin tur om stöd från FN. En liten grupp av fredsbevarande styrkor samlades ihop och blev skickade till Kwiluregionen för att rädda flyende missionärer. Räddningsinsatser, som fortsatte in i mars och april, resulterade i att över 100 missionärer räddades.
Rebellerna grundade sin egen stat, Folkrepubliken Kongo (République populaire du Congo), med Stanleyville som huvudstad och Christophe Gbenye som landets president. Den nya staten fick stöd från Sovjetunionen och Kina, som försåg den med vapen, liksom olika afrikanska stater, bland annat Tanzania. Folkrepubliken Kongo fick även stöd av Kuba som skickade en grupp på över 100 rådgivare under ledning av Che Guevara för att ge råd om taktik och doktrin. Simbaupproret sammanföll med en omfattande upptrappning av det kalla kriget mitt under incidenten vid Tonkinbukten och det har spekulerats i att, om upproret inte hade besegrats snabbt, kunde en fullskalig amerikansk militär inblandning ha skett som den i Vietnam.

### Undertryckningar och belgisk och amerikansk inblandning

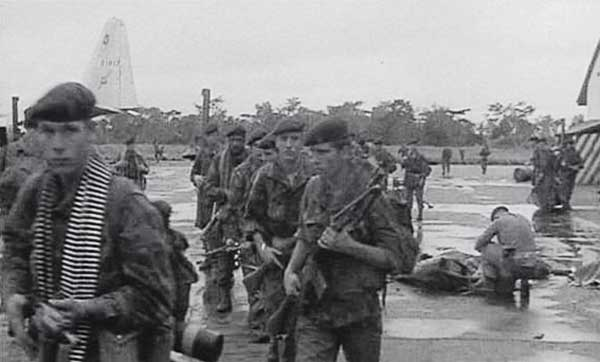
Belgiska fallskärmsjägare på Stanleyvilles flygplats strax efter operationen.

Efter tidiga framgångar började Simbaupproret mötas av lokalt motstånd när det inträngde på områden utanför MNC-L:s gamla domän. Folkrepubliken hade en brist på en sammanhållen social- och ekonomisk politik, som bidrog till oförmågan att administrera sitt eget territorium. Från slutet av augusti 1964 började rebellerna tappa kontrollen över sina områden. Under slutet av augusti och början av september hade ANC återerövrat Albertville och Lisala. Tshombe, med stöd av Mobutu, återkallade tidigare legosoldater från det katangesiska utträdet för att motsätta sig Simbarebellerna. Legosoldater, ledda av "Mad Mike" Hoare och vita från centrala och södra Afrika, bildade en enhet under namnet 5 Commando ANC. Enheten gick i spetsen för ANC och var inblandade i otillåtet dödande, tortyr, plundring och våldtäkter i återerövrade rebellområden. I en intervju beskrev Hoare sina män som "hemska ligister". Legosoldaterna fick dessutom materiellt stöd från CIA.
I november 1964 samlade Simbarebellerna ihop den resterande delen av den vita befolkningen bebodd i Stanleyville och dess närliggande områden. De vita hölls som gisslan inne på Victoria Hotel i Stanleyville för att användas som förhandlingsverktyg med ANC. För att få tag i gisslan flögs belgiska fallskärmsjägare in till Kongo i amerikanska transportflygplan för att ingripa mot rebellerna. Den 24 november, som en del av Operation Dragon Rouge, landade belgiska fallskärmsjägare i Stanleyville säkrade gisslan. Totalt dödades cirka 70 ur gisslan och 1 000 kongolesiska civila medan de allra flesta lyckades bli evakuerade. De belgiska trupperna fick order om att befria gisslan, snarare än att driva ut rebellerna ur staden, men attacken "bröt trots allt ryggen på det östliga upproret, som aldrig återhämtade sig." Simbarebellernas ledare gick i exil efter oordning och oenighet; Gbenye sköts i axeln av sin general efter att ha avskedat honom. Under tiden belgiska fallskärmsjägarna och de civila till sitt hemland. I ingripandets efterdyningar anklages Belgien offentligt för neokolonialism.
Som ett resultat av inblandningen förlorade Tshombe stöd från både Kasavubu och Mobutu och avskedades från sin post som premiärminister i oktober 1965. Stanleyville erövrades av ANC strax Operation Dragon Rouge, vilket satte stopp för Simbaupproret. Under upproret avrättade Simbarebellerna 20 000 kongolesiska och 392 västerländska gisslan, inklusive 268 belgare. Simbarebellernas förtryck gjorde att tiotusentals människor miste livet. Små motstånd från Simbarebellerna fortsatte i östra Kongo, framför allt i Södra Kivu, där Laurent-Désiré Kabila ledde ett maoistiskt gränsöverskridande uppror som varade in på 1980-talet.

## Mobutus andra statskupp
I valet som hölls i mars 1965 vann Tshombes parti, Convention Nationale Congolaise (CONACO), en majoritet av rösterna men många av hans partimedlemmar valde att lämna partiet för att bilda ett nytt parti, Front Démocratique Congolais (FDC). Detta gjorde att CONACO fick majoritet i deputeradekammaren medan FDC fick kontroll över senaten. Kasavubu, som försökte utnyttja situationen för att blockera Tshombe, utnämnde i november 1965 anti-Tshombe-ledaren Évariste Kimba från FDC till att bli premiärminister. Parlamentet, som till större del stödde Tshombe, vägrade att godkänna utnämningen. Istället för att hitta en ny kandidat till premiärministerposten utnämnde Kasavubu återigen Kimba som premiärminister som direkt avvisades och skapade ett politiskt dödläge. Med en nästintill maktlös regering tog Mobutu makten i landet genom en blodig statskupp som inleddes den 25 november 1965.
Under beskydd av en regime d'exception (motsvarande ett undantagstillstånd) övertog Mobutu makten varefter under de nästkommande fem åren och hävdade att demokratin skulle återställas. Mobutus statskupp, som utlovade ekonomisk och politisk stabilisering, stöddes av USA och andra västmakter och hans styre fick till en början stor popularitet. Med allt mer befogenheter avskaffade han premiärministerposten 1966 och upplöste parlamentet 1967.

## Efterspelet

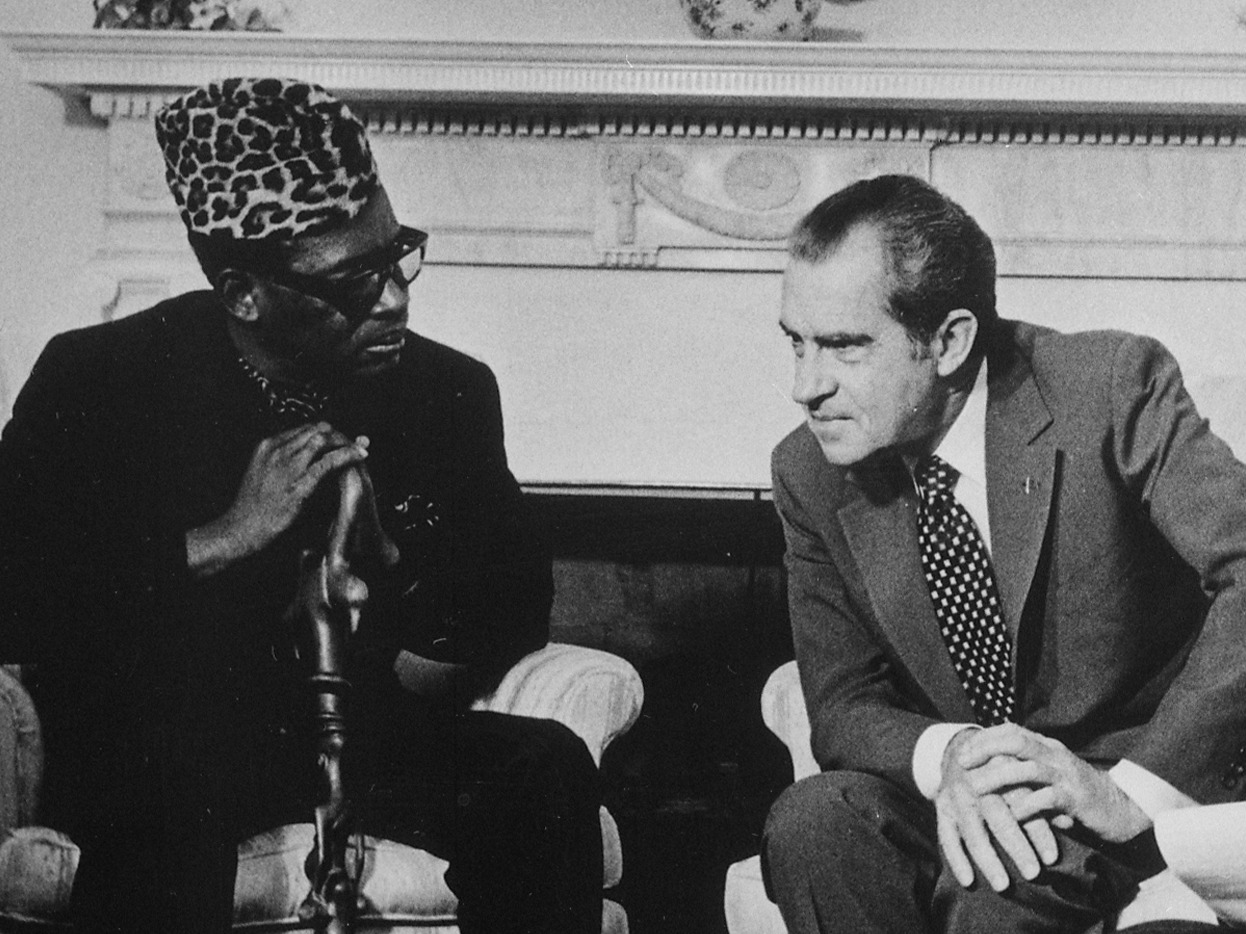
Mobutu med Richard Nixon i Vita huset, 1973.

Efter att ha fått politiskt inflytande konsoliderade Mobutu gradvis mer kontroll i Kongo. Antalet provinser minskade och autonomin inskränktes vilket resulterade i en centraliserad stat. Mobutu gav sina anhängare placeringar i återstående viktiga positioner. År 1967 bildade han partiet Mouvement Populaire de la Révolution (MPR) som fram till 1990 var det enda lagliga politiska partiet. 1971 döptes landet om till Zaire och hårda ansträngningar gjordes för att få bort all kolonial influens. Alla återstående utlandsägda ekonomiska tillgångar i landet nationaliserades, inklusive UMHK som blev till Gécamines. Trots politisk framgång kännetecknades Mobutus styre av utbredd nepotism, korruption och ekonomisk misskötsel vid tiden för dess avveckling.
Åren efter Kongokrisen hade Mobutu möjligheten att avlägsna politiska motståndare som hotade hans styre. Tshombe gick i exil för andra gången 1965 efter anklagelser om förräderi. Mellan 1966 och 1967 utbröt två myterier i Stanleyville som involverade upp till 800 katangesiska gendarmer och före detta legosoldater som tjänstgjort under Tshombe. Myterierna blev så småningom förträngda. År 1967 dömdes Tshombe till döden in absentia och kidnappades samma år i en flygplanskapning och hölls även arresterad i Algeriet. Hans död år 1969 påstås ha skett av naturliga orsaker men har väckt spekulationer om att Mobuturegimen sägs ha varit inblandad. Mulele blev tillbakalockad till Kongo från sin exil genom löften om amnesti men blev istället torterad och mördad.

### Politiskt arv
De centrala frågorna om federalism, etnicitet i politiken och statlig centralisering löstes inte av krisen och bidrog delvis till ett minskat stöd för statsbegreppet bland den kongolesiska befolkningen. Mobutu var starkt för centralisering och 1965 återförenade han alla provinser avskaffa mycket av deras oberoende autonomi. Mistandet av tron på en centralregering är en av anledningarna till att Kongo har stämplats som en kollapsad stat och har bidragit till ökat våld från fraktioner som förespråkade etnisk och lokal federalism. Lokala uppror fortsatte att härja i Kongo in på 1980-talet och kvarlämnade ett arv av instabilitet längs landets östra gränser. Laurent-Désiré Kabila, som hade lett ett uppror mot Mobutu under krisen, lyckades avsätta Mobutu 1997 och bli president i den återförenade Demokratiska republiken Kongo. Han efterträddes av sin son, Joseph Kabila. Efter Mobutus fall bildade Antoine Gizenga partiet Parti Lumumbiste Unifié (PALU) och utsågs till premiärminister efter valet 2006.
Kongokrisen har en stor betydelse i det kongolesiska folkets kollektiva minne. I synnerhet ses mordet på Lumumba som ett symboliskt ögonblick då Kongo gick miste om sin internationella värdighet och förmågan att bestämma över sin egen framtid som sedan dess har kontrollerats av väst. Många kongoleser ser krisens problem som olösta och tror att Kongos självbestämmande ännu inte har säkrats från västerländska intriger. Det sistnämnda begreppet har till stor del format politiska ambitioner hos många kongoleser.

### Historiografi och historisk kontrovers
Kongokrisen framställs ofta i historieskrivning som en tid av intensiv oordning; en bred enighet råder om att den kongolesiska självständigheten blev en katastrof. Denna tolkning talar om det belgiska styret i Kongo före 1960 och om Mobutus regim efter 1965. Rykten om en belgisk inblandning i mordet på Lumumba ledde till en statligt stödd utredning som gav en efterföljande officiell ursäkt år 2001 angående "moraliskt ansvar" men ej en direkt inblandning i mordet. Akademiker har dragit en slutsats om avsevärda inblandningar från amerikanskt håll under krisen. Den amerikanska utrikestjänstens officiella historia, dokumenterad i bokserien Foreign Relations of the United States, har anklagats av akademikern David N. Gibbs för att medvetet fått USA att se ut att vara mindre inblandade i konflikten.

## Internationell betydelse
Kongokrisens turbulens destabiliserade Centralafrika och hjälpte till att påbörja Portugals kolonialkrig, särskilt självständighetskriget i grannlandet Angola. Angolanska nationalister hade länge haft nära band med Kongo där många hade levt sina liv i exil. União dos Povos de Angola (UPA), ett angolanskt nationalistiskt parti som fick stöd från angolanska Bakongo, stöddes av medlemmar ur ABAKO med förhoppningar om att återuppbygga kungariket Kongo och ändra tillbaka till dess gränser som etablerades under kolonialtiden. I tron att Kongos självständighet var det första steget i denna process, startades Baixa de Cassanje-upproret 1961, som i sin tur påbörjade konflikten i Angola som skulle pågå fram till 1974. Den kongolesiska, senare zairiska, regeringen gav stöd till angolanska rebeller och deltog till och med i det efterföljande angolanska inbördeskriget.
Krisen fick de nya självständiga afrikanska staterna att ompröva sin lojalitet och interna band. I synnerhet delades flera stater upp i fraktioner. Moderatstyrda stater anslöt sig till Brazzavillegruppen som efterlyste en enighet mellan fransktalande afrikanska stater och upprätthållandet av banden med Frankrike. Radikala stater anslöt sig till Casablancagruppen som istället efterlyste en panafrikansk federation. Det kaotiska våldet som mest påverkade de vita invånarna, av många som lyckades fly till Nord- och Sydrhodesia, bidrog till en utbredd tro att den omedelbara majoriteten skulle ta över styret och fruktade att Rhodesia skulle hamna i en liknande situation som den i Kongo. Efter ett flertal sammanbrutna förhandlingar med Storbritannien förklarade Sydrhodesias regering sin självständighet 1965. Sydrhodesias självständighetsförklaring fick många utlandsstationerade i Centralafrikanska republiken att stödja David Dackos regims ökande auktoritarism som ett sätt att skydda deras intressen. Oordningen som följde Kongos självständighet åberopades ofta i diplomatiska diskussioner som gällde Afrika söder om Sahara under resten av 1960-talet.
Katangas utbrytning visade sig vara inflytelserik i afrikansk politik. Under inbördeskriget i Tchad mellan 1965 och 1979, avvisade Front de Libération Nationale du Tchad (FROLINAT) begreppet secessionism i ett försök att avlägsna den sydstödda regeringen under François Tombalbaye, efter händelserna av Katangas utträde och sade i ett officiellt uttalande att "det inte kommer att finnas något Katanga i Tchad". Under inbördeskriget i Nigeria, som härjade mellan 1967 och 1970, avlägsnade sig den etniska Igbo-regionen i Biafra sig från Nigeria, som anklagades för att privilegiera andra gruppers intressen och samtidigt diskriminera Igbo-folket. Biafras och Katangas utbrytningar har ofta jämförts i akademiskt skrivande. Till skillnad från Katanga fick Biafra ett begränsat officiellt internationellt erkännande och avvisade stöd från västerländska multinationella företag som var involverade i den lokala oljeindustrin. Utbrytarstaten Biafra föll 1970 och blev återigen en del av Nigeria.